# Stazione di Sanluri Complementari
La stazione di Sanluri Complementari fu una stazione ferroviaria posta nel comune di Sanluri, lungo la ferrovia Isili-Villacidro.

## Storia
La stazione fu edificata negli anni dieci del Novecento per conto della Ferrovie Complementari della Sardegna, concessionaria della linea ferroviaria tra Isili e Villacidro in costruzione in quella stessa epoca, venendo inaugurata insieme alla ferrovia il 21 giugno 1915. L'impianto fu denominato "Sanluri Complementari", per distinguerlo dal preesistente scalo sanlurese posto lungo la Cagliari-Golfo Aranci, identificato successivamente come "Sanluri Reali" e infine "Sanluri Stato".
La stazione nei primi anni di attività rivestì un importante ruolo nell'ambito della rete FCS, ospitando la direzione dell'esercizio aziendale. Tale situazione venne meno dopo che nel 1921 la concessionaria rilevò anche la gestione delle linee della Strade Ferrate Secondarie della Sardegna, fatto che portò a trasferire la direzione esercizio nei locali della stazione ex SFSS di Cagliari. Nel secondo dopoguerra la Isili-Villacidro venne destinata alla chiusura e alla sostituzione con autolinee, fatto che portò alla cessazione dell'attività ferroviaria nell'impianto a partire dal 5 settembre 1956. La struttura, dal 2010 di proprietà dell'ARST, è stata successivamente destinata all'utilizzo come stazione per i servizi di trasporto pubblico su gomma.

## Strutture e impianti
La stazione fu realizzata nella parte sud dell'abitato sanlurese e ad oggi non presenta più alcuna traccia dell'armamento ferroviario. Durante gli anni di attività lo scalo era di tipo passante e presentava complessivamente cinque binari a scartamento da 950 mm: dal binario di corsa se ne diramava a sud uno di incrocio da cui a sua volta aveva origine un terzo binario passante che completava il fascio normalmente impiegato per la circolazione ferroviaria. Nella parte sud occidentale dello scalo erano presenti la rimessa locomotiva della stazione e le originarie officine aziendali delle FCS (i cui locali ristrutturati sono utilizzati per gli autobus dell'ARST): l'accesso alle strutture per i rotabili era garantito da un tronchino comunicante col fascio principale. Un quinto e ultimo binario, anch'esso tronco, si diramava dal binario di corsa verso nord est servendo quello che era lo scalo merci dell'impianto, dotato anche di un magazzino ancora esistente al di fuori dell'attuale recinzione della struttura.
Oltre agli edifici già citati un ulteriore stabile, utilizzato all'epoca per finalità aziendali e in seguito riconvertito ad abitazione privata, si trova dinanzi all'area sud dello scalo; inoltre le ritirate erano ubicate in una costruzione a sé stante posta nella parte nord dell'area ferroviaria. Infine la stazione era dotata dell'unico fabbricato viaggiatori di prima classe realizzato dalle FCS per la rete da loro costruita: l'edificio, ristrutturato alla fine del Novecento e successivamente impiegato come autostazione, presenta una pianta rettangolare e sviluppo su due piani sormontati da tetto a falde, ed è dotato di cinque luci per piano su quello che era il piazzale ferroviario. Oltre alla direzione del movimento di stazione nello stabile erano in origine situati anche vari uffici delle Ferrovie Complementari della Sardegna, tra cui la direzione dell'esercizio della rete sociale (sino all'acquisizione della SFSS e delle relative infrastrutture).

## Movimento
Negli anni di attività ferroviaria lo scalo fu servito dai collegamenti espletati dalle Ferrovie Complementari della Sardegna. Da segnalare le relazioni con l'altra stazione sanlurese delle FCS a Sanluri Stato, posta dinanzi alla omonima stazione FS: tali collegamenti consentivano ai passeggeri di spostarsi dal paese verso il principale nodo ferroviario comunale, posto alcuni chilometri al di fuori dell'abitato.

## Servizi
La stazione durante l'esercizio ferroviario era dotata di una sala d'attesa, di una biglietteria (entrambi ospitati nel fabbricato viaggiatori) e di servizi igienici.
- Biglietteria a sportello
- Sala d'attesa
- Servizi igienici